# 雷根施陶夫
雷根施陶夫是德国巴伐利亚州的一个市镇。总面积103.79平方公里，总人口15233人，其中男性7471人，女性7762人（2011年12月31日），人口密度147人/平方公里。